# Prunus douglasii
Prunus douglasii là loài thực vật có hoa trong họ Hoa hồng. Loài này được Basualdo & Zardini miêu tả khoa học đầu tiên năm 1992.